# Honungskremla
Honungskremla (Russula melliolens) är en svampart som beskrevs av Quél. 1902. Honungskremla ingår i släktet kremlor och familjen kremlor och riskor.  Arten är reproducerande i Sverige. Inga underarter finns listade i Catalogue of Life.

## Bildgalleri